# Aya Iwamoto
Aya Iwamoto (jap. 岩元 綾, Iwamoto Aya; * 1973 in Kagoshima) ist eine japanische Übersetzerin, die mit dem Down-Syndrom geboren wurde.

## Leben
Sie besuchte einen katholischen Montessori-Kindergarten und eine Regelschule, die Makizono-Oberschule in Kirishima. Den Schulbesuch schloss sie 1993 ab. Sie studierte englische Literatur an der Frauenuniversität Kagoshima (heute: Shigakukan-Universität) mit Abschluss im Jahr 1998. Sie war einer der ersten Menschen mit Down-Syndrom, die einen Universitätsabschluss erlangten, und ist damit bislang neben dem Spanier Pablo Pineda und dem Italiener Francesco Aglio einer von drei Menschen, die den Hochschulabschluss trotz Down-Syndrom erhielten. Gewürdigt wurde Aya Iwamotos Leistung vom Präsidenten der Universität in dessen Rede an den Abschlussjahrgang: „Das muss Hoffnung geben und Menschen mit der gleichen Behinderung ermutigen.“ Im selben Jahr hielt sie eine fünfzehnminütige Rede in englischer Sprache bei der „3rd Asia Pacific Down Syndrome Conference“ in Auckland, Neuseeland, in der sie über ihre Erfahrungen berichtete. Sie arbeitet als Übersetzerin von Kinderbüchern.